# Сёренсен, Георге
Георге Сёренсен (дат. George Sørensen; родился 15 мая 1995, Хернинг, Дания) — датский хоккеист, вратарь датского клуба «Ольборг Пайрэтс» и сборной Дании.

## Карьера
Начинал свою карьеру в родном датском клубе «Хернинг Блю Фокс». В своем дебютном сезоне за основную команду Сёренсен стал чемпионом и обладателем Кубка Дании. В 21 год голкипер уехал в соседнюю Швецию. Свой первый год он провел в коллективе подэлитной лиги «Альмтуна». Вскоре он перешел в другой клуб Аллсвенскана - «Сёдертелье».

## Сборная
Сёренсен играл за Данию на юношеских и молодежных Чемпионатах мира. В 2016 году он впервые оказался в качестве третьего вратаря заявке основной сборной на первенстве планеты в России. Через год он сыграл дебютный матч на мировом турнире в матче против россиян. Несмотря на поражение со счетом 0:3, Сёренсен отразил в ней 30 бросков и по итогам матче был признан лучшим игроком встречи в своей сборной.

## Достижения
- — Чемпион Дании (1): 2012
- — Обладатель Кубка Дании (3): 2012, 2014, 2015